# Calyptranthes tumidonodia
Calyptranthes tumidonodia är en myrtenväxtart som beskrevs av Robert Walter Schery. Calyptranthes tumidonodia ingår i släktet Calyptranthes och familjen myrtenväxter.
Artens utbredningsområde är Panamá. Inga underarter finns listade i Catalogue of Life.